# 新興宗教オモイデ教
『新興宗教オモイデ教』（しんこうしゅうきょうオモイデきょう）は、大槻ケンヂの小説。原田宇陀児による外伝シリーズも出版されている。

## あらすじ
精神を病んで学校から消えたなつみさんは、1か月後に新興宗教オモイデ教の信者になって再び主人公の前に現れた。彼らは人間を発狂させる誘流メグマ祈呪術を使い、怖るべき行為を繰り返していた。

### 用語
オモイデ教
世間を騒がす新興宗教。その実態は誘流メグマ祈呪術を使う暗殺教団。
ホン・ラガトエー
オモイデ教が崇拝する大宇宙の意志。汎神論的な存在で善きものと悪しきものを識別する。
メグマ波
大気中に存在する、人を発狂させる宇宙線。
誘流メグマ祈呪術
メグマ波を使い人を発狂させる術。
A教
大規模な宗教団体。教祖は藤堂徳浪寺氏。
国紅宙会
義和尊神教を背景とする右翼団体。
義和尊神教
拝み屋のジョーを教祖とする新興宗教。その実態は撮列重蔵がメグマ術師を発見し養成するための隠れ蓑。
桜の光
国紅宙会の特務機関。極左勢力の殲滅とと国紅宙会の管理外のメグマ術師の抹殺・メグマ術の独占を目的とする。

### 登場人物
八尾二郎（ジロー）
本作の主人公の高校生。昼休みはいつも水飲み場で手を洗ってやり過ごす習慣がある。
なつみ
ジローのクラスメイト。教師との不倫の末に精神を病み退学。1か月後にオモイデ教のメグマ術師としてジローの前に姿を現す。
中間有村
オモイデ教のメグマ術師。20代後半で大阪弁を話す髭面長髪の男。『グミ・チョコレート・パイン』にも登場する。
ゾン
桜の光のメグマ術師。中間の昔のバンド仲間。『グミ・チョコレート・パイン』にも登場する。
トー・コンエ
オモイデ教の教祖。本名は小山。
撮列重蔵
民自党元総裁で、優秀な学者でもある。メグマ術を発見しそれを隠蔽するために義和尊神教を設立させた。
拝み屋ジョー
義和尊神教の教祖でメグマ術師の青年。『新興宗教オモイデ教 外伝』では本名の桜月常逸の名で登場する。
神猟塚聖陽
神猟塚聖陽心霊治療塾の拝み屋。

### 刊行情報
- 1992年2月 『新興宗教オモイデ教』 角川書店 ISBN 4048726927　ハードカバー版。「月刊カドカワ」1991年2月号、4月号～10月号連載の単行本化。元々は読み切り短編の予定だったが、好評から連載長編となった。
- 1993年4月 『新興宗教オモイデ教』 角川文庫 ISBN 4041847028　表紙イラストが丸尾末広になり、2015年には筋肉少女帯『おまけのいちにち（闘いの日々）』アルバムジャケットへ流用された。巻末には永井豪による漫画解説が入っている。

## 新興宗教オモイデ教 外伝
大槻ケンヂ監修の下、原田宇陀児によって書かれた外伝シリーズで『新興宗教オモイデ教』の十数年後が舞台のライトノベル。小学館ガガガ文庫から全3巻が刊行された。イラストは津路参汰（ニトロプラス）が担当。
1巻は前作を踏襲した学園伝奇ミステリだが、2～3巻は横溝正史風のオカルト伝奇ミステリになっている。

### 用語
汎流メグマ祈呪術
人体を細胞単位で操作するメグマ術

### 登場人物
杦山久
高校二年生。ジローの後輩でなつみの従弟。学級委員長。
妹尾いちご
久のクラスメイト。
芳岡直長
超常現象研究会の会員で高校3年生。
菅山良利
超常現象研究会の会員の高校1年生。
川田凛
超常現象研究会の会員の高校1年生。
灰多冶
英語教師で超常現象研究会の顧問。素行が悪い。
高中崇也
超常現象研究会の特別会員。太った男。
桜月常逸
かつて「拝み屋ジョー」だった人物。本作では禿頭に顎鬚、破戒僧のようなぼろぼろの法衣を纏っている。超常現象研究会の動向を見守っていた。
八門豹
いちごの従姉
八門仄
いちごの従弟
FF
全身包帯・車いす・人口声帯・性別年齢不詳の人物。

### 刊行情報
- 2007年5月29日出版 『新興宗教オモイデ教　外伝1　桜月事件〜祓除探偵「Z」の冒険〜』 小学館 ISBN 4094510028
- 2008年3月19日出版 『新興宗教オモイデ教　外伝2　〜夜考事件〜』 小学館 ISBN 4094510605
- 2009年1月21日出版 『新興宗教オモイデ教　外伝3　〜夜考物語　壊真の火〜』 小学館 ISBN 4094511121